# Cloreto de escândio(III)

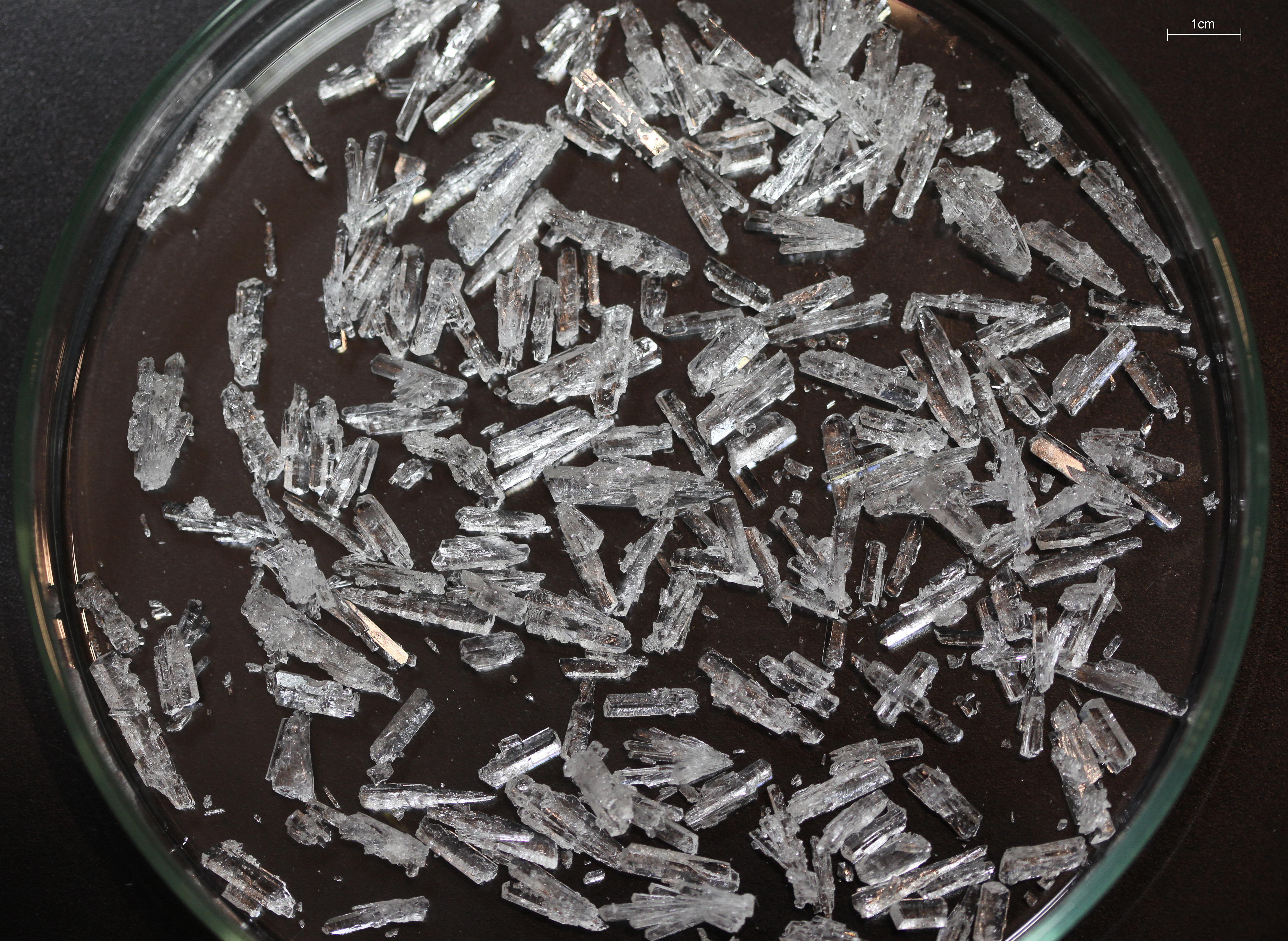
ScCl_{3}•6H_{2}O

Cloreto de escândio é o composto de fórmula química ScCl3